# Софьино (Липецкая область)
Софьино — деревня в Добринском районе Липецкой области России, входящая в состав Дубовского сельсовета.
С запада деревня вплотную прилегает к селу Дубовое, с которым образует, фактически, единый населённый пункт.

## История
На планах Генерального межевания указано сельцо Софьино, что 
«Софьино сельцо, поселенное на отмежеванной из дачи села Ивановского, части земли владения статского советника Любови Петровны Ладыгиной».
Душ — 66. Земли — 38 десятин 1200 саженей.
Межевания земель проводились 13 января 1791 года и 6 октября 1841 года.
1791 год можно рассматривать как дата возникновения сельца.
В Топографическом межевом атласе Тамбовской губернии, составлен в 1860 году чинами Межевого Корпуса под руководством генерального штаба генерал-лейтенанта Менде. Софьино обозначено, но наложение современной карты показывает, что оно находилось у оврага Дубовой, где в настоящее время находится пруд.
В 1860 году в сельце было 13 дворов с 154 жителями. В сельце находился конный завод.
Входило в состав Липецкого уезда Тамбовской губернии.
На основании Указа Президиума Верховного Совета РСФСР от 1 февраля 1963 года вошла в Добринский район Липецкой области.

## Население
| 2010 |
| ---- |
| 769  |